# Oleg Moldovan
Oleg Moldovan (n. 27 octombrie 1966, Chișinău, URSS) este un trăgător de tir din Republica Moldova, medaliat cu argint la Sydney 2000.

## Biografie
Oleg Moldovan s-a născut la data de 27 octombrie 1966 în municipiul Chișinău. A absolvit Școala medie nr. 40 din Chișinău (1983) și apoi Institutul Național de Educație Fizică și Sport (1992).
A început să practice tirul din clasa a șasea, fiind înscris la clubul „Dinamo”, iar primul antrenor al său fiind Serghei Murzanov. Începând cu anul 1981, Ghenadie Smirneaghin, antrenor-emerit, l-a orientat în activitatea sportivă. În același an, a obținut medalia de argint la Spartachiada elevilor din URSS.
A devenit multiplu campion național al Moldovei. În anul 1995, a obținut locul 2 la Cupa Mondială de la Milano. Cel mai bun rezultat al său a fost 581 puncte din 600, în finala Cupei Mondiale de la München din anul 2000.  Prin Decretul nr. 254/4 septembrie 1996, președintele Mircea Snegur l-a decorat cu Ordinul Republicii "în semn de înaltă prețuire a meritelor deosebite în dezvoltarea sportului și a mișcării olimpice naționale, pentru succese remarcabile obținute la ediția a XXVI-a a Jocurilor Olimpice de Vară de la Atlanta".
Oleg Moldovan a participat la Jocurile Olimpice de la Seul - 1988 (locul 13), Atlanta - 1996 (locul 9) și Sydney - 2000 (locul 2). În anul 2000, a obținut medalia de argint la Sydney 2000 la proba de 10 metri țintă mobilă.
În prezent, este antrenor superior de tir la Clubul sportiv central „Dinamo" din Chișinău. Este căsătorit cu țintașa Tatiana Moldovan, originară din Tighina și are un copil, Nichita.